# I Don't Like Mondays
I Don't Like Mondays er en sang skrevet af Bob Geldof i 1979. Den blev The Boomtown Rats' mest kendte sang. Den er med på albummet The Fine Art Of Surfacing.
Sangen handler om den 16 år gamle pige Brenda Ann Spencer som den 29. januar 1979 skød lærere og elever på en skole i USA. Geværet hun brugte fik hun af sin far i julegave i 1978. Da politiet og FBI spurgte hvorfor hun gjorde noget så grusomt svarede hun blot "«I just did it for the fun of it. I don't like mondays, this livens up the day»" (Jeg gjorde det bare for sjov, Jeg kan ikke lide mandage, dette liver dagen lidt op) – Hvilket hendes far ikke forstod, da han mente hun var "Good as Gold" (God som Guld/Guld værd)
| Musik | Spire Denne musikartikel er en spire som bør udbygges. Du er velkommen til at hjælpe Wikipedia ved at udvide den. |